# Eryascara integrata
Eryascara integrata är en insektsart som beskrevs av Irena Dworakowska 1995. Eryascara integrata ingår i släktet Eryascara och familjen dvärgstritar.
Artens utbredningsområde är Brunei. Inga underarter finns listade i Catalogue of Life.